# Letterbox

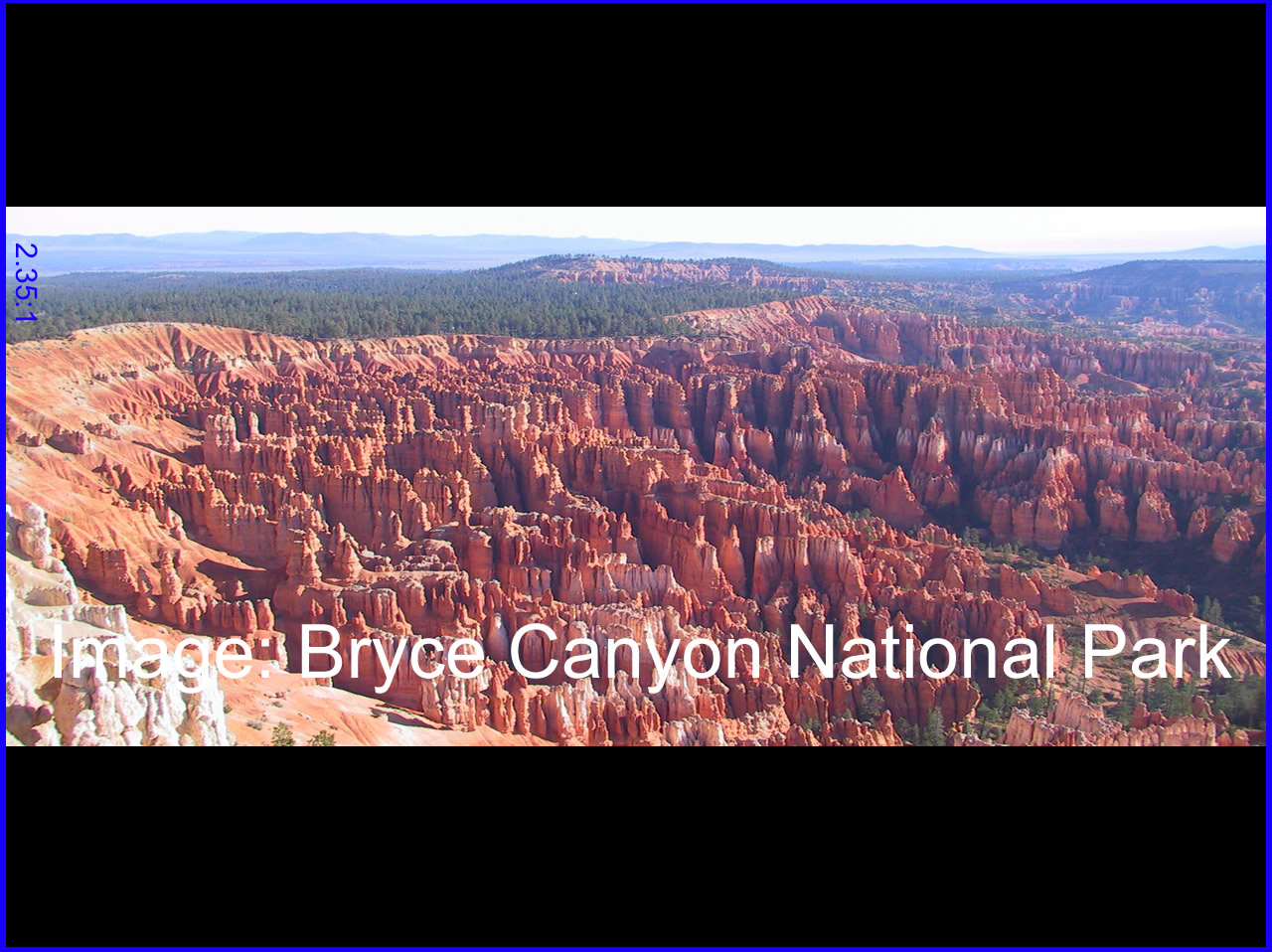
Uma imagem widescreen 2.35:1 com letterbox em uma tela de1.33:1

Letterbox é a prática de transferência de um filme em uma proporção de tela panorâmica (widescreen) para um formato de vídeo padrão, preservando a proporção de tela original. A imagem videográfica resultante apresenta mattes (barras pretas acima e abaixo; esses mattes são parte da imagem (por exemplo, de cada quadro do sinal de vídeo). LBX ou LTBX são a identificação de abreviaturas para filmes e imagens nesse formato. O termo refere-se à forma de uma caixa de correio (letterbox em inglês), uma abertura em uma parede ou porta através da qual o correio é entregue, que é  retangular e mais larga do que alta.

## Descrição
O letterbox é usado como uma alternativa para uma transferência em tela cheia, pan-and-scan de uma imagem de filme em tela panorâmica para uma fita ou disco de vídeo. Na transferência pan-and-scan, a imagem original é cortada para a proporção de tela mais estreita do formato de destino, geralmente o formato 1,33:1 (4:3) da tela de televisão, enquanto que o letterbox preserva a composição de imagem original do filme, como visto no cinema. Letterbox foi desenvolvido para uso em telas de TV 4:3 antes de as telas de televisão [[[widescreen]] tornarem-se disponíveis, mas também é necessário para representar numa tela 16:9 widescreen a composição original inalterada de um filme com uma maior proporção, como a  proporção 2.35:1 da Panavision.
Os mattes de letterbox são geralmente simétricos (as barras superior e inferior são aproximadamente do mesmo tamanho), mas, em alguns casos, a imagem pode ser elevada quando o matte inferior for muito maior, geralmente com a finalidade de colocar legendas  "duras" dentro dele para evitar sobreposição de imagem. Isto foi muitas vezes feito com letterbox de animes em widescreen em VHS, apesar de a prática de "esconder" as legendas dentro do menor matte também é feito com mattes simétricos, ainda que com menos espaço disponível. A colocação das legendas "soft" dentro da imagem ou matte varia de acordo com o leitor de DVD a ser utilizado, embora ele parece ser dependente do filme para Blu-ray disc.

## Início da utilização em vídeo
O primeiro uso de letterbox em vídeo apareceu com o formato de videodisco da RCA Capacitance Electronic Disc (CED) Inicialmente, letterbox era limitado a algumas sequências-chave de um filme, como créditos iniciais e finais, mas foi mais tarde usado para filmes inteiros. O primeiro lançamento de CED totalmente em letterbox foi Amarcord, em 1984, e vários outros se seguiram, incluindo The Long Goodbye, Monty Python and the Holy Grail e The King of Hearts. Cada disco contém um rótulo assinalando o uso da "técnica inovadora de masterização em tela panorâmica da RCA".